# De Kruiskamp (Amersfoort)
De Kruiskamp (meestal kortweg Kruiskamp genoemd) is een wijk in de stad Amersfoort in de Nederlandse provincie Utrecht; in deze wijk wonen ruim 6000 mensen. De wijk ligt direct ten noorden van de binnenstad en wordt begrensd door de Scheltussingel, de Hogeweg, de Ringweg Kruiskamp en de spoorlijn van Amersfoort naar Zwolle. In het midden van de wijk Kruiskamp loopt een gelijknamige straat. De wijk bestaat over het algemeen uit laagbouw uit de jaren twintig en dertig, en middelhoogbouw uit de jaren vijftig.
Kruiskamp wordt voor het eerst vermeld in 1469 als Cruijscamp. Het begrip “camp” in de naam verwijst naar een omheind stuk weidegebied. Het is mogelijk dat de opbrengst van dit land bedoeld was om deelname aan een kruistocht te financieren. Daar zou dan het element “kruis” uit de naam vandaan komen.
Het gebied van de huidige wijk behoorde in de 15e eeuw tot een uitgestrekte meent ten noordoosten van de binnenstad. Het gebied lag buiten de stadsmuren, en werd door de stedelingen gemeenschappelijk gebruikt. De Kruiskamp kampte tot in de 20e eeuw met grote afwateringsproblemen. Daardoor werd het lange tijd niet bebouwd. Pas vanaf het begin van de 20e eeuw werden er plannen gemaakt om woningbouw te realiseren in de Kruiskamp. De eerste plannen in die richting werden in 1919 gemaakt. In de jaren 20 en 30 van de 20e eeuw werd een deel van de plannen verwezenlijkt. In de jaren vijftig werd een tweede grootschalig bouwplan uitgevoerd.
De straten in de Kruiskamp zijn genoemd naar ontdekkingsreizigers, zeevaarders en vlootvoogden en, in het oudere gedeelte, naar Amersfoortse burgemeesters.
De wijk geldt als sociaal zwak. Het aandeel allochtonen bedraagt 47 procent. In maart 2007 werd de wijk door Ella Vogelaar, de toenmalige minister van Wonen, Wijken en Integratie op de lijst gezet van veertig wijken die voor verbetering in aanmerking komen. De gemeente Amersfoort was hier echter niet van op de hoogte gesteld, noch was er enig ambtelijk of politiek overleg gevoerd over de keuze van de wijk. Een etmaal voordat de minister met haar plannen naar buiten kwam kreeg de gemeente te horen dat de wijk was "aangewezen". Amersfoort heeft zelf uitgebreide plannen om de meest problematische wijk Liendert ingrijpend te verbeteren en wilde deze voordragen voor de lijst.
In oktober 2012 werd de wijk, vanwege een positiever klimaat, niet langer gezien als aandachtswijk door het Rijk. Hiermee was De Kruiskamp de eerste wijk die van de Vogelaarlijst werd geschapt.

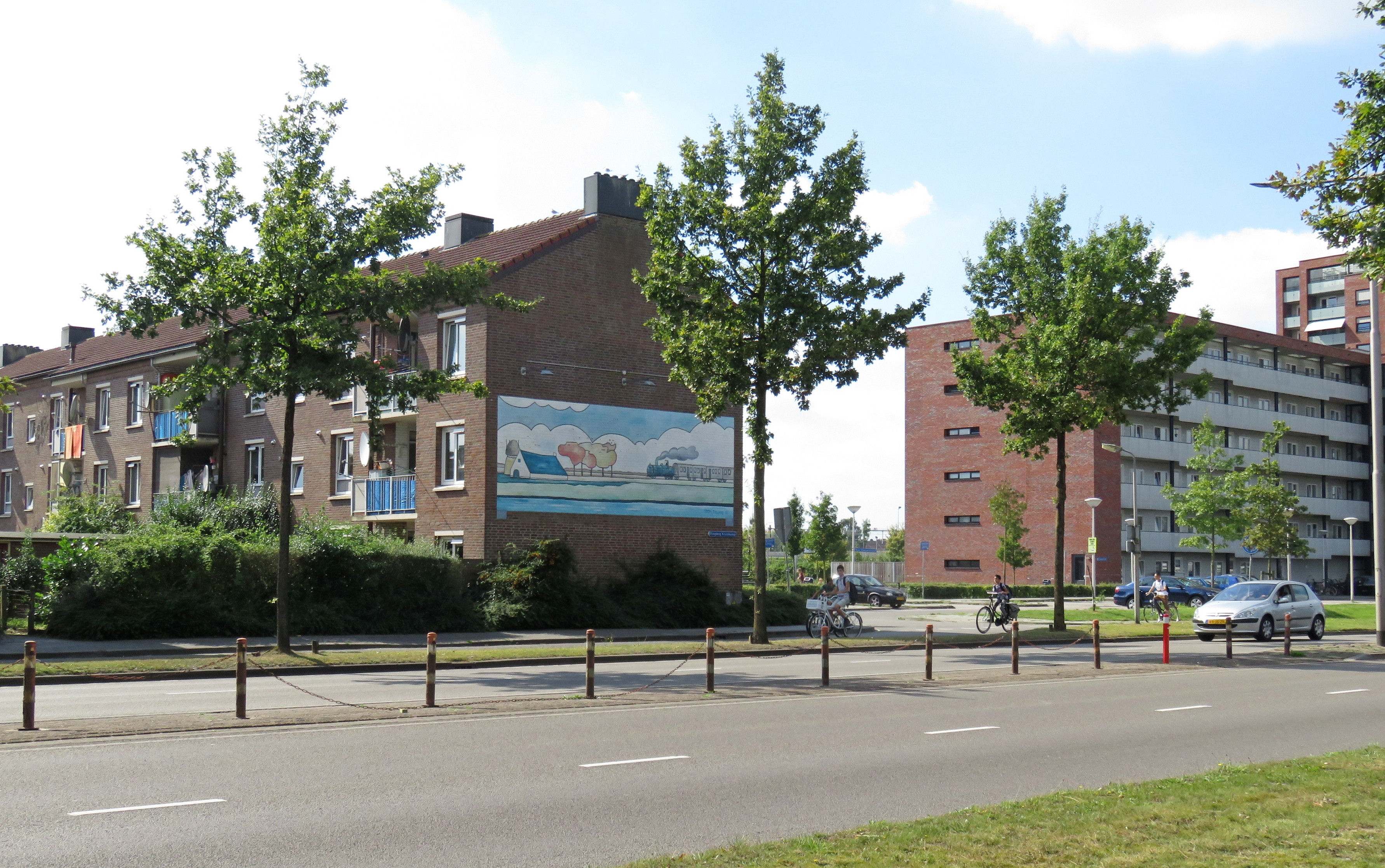
Gezicht op de Kruiskamp vanaf Ringweg Kruiskamp; op de muur een kunstwerk van Toon Tieland.